# Benoît Zwierzchiewski
Benoît Zwierzchiewski (Moeskroen, 19 augustus 1976) is een Franse langeafstandsloper. Hij had van 2003 tot 2017 het Europees record op de marathon in handen.

## Loopbaan
In 1995 boekte Zwierzchiewski zijn eerste internationale succes door Europees juniorenkampioen te worden op de 5000 en de 10.000 m. Dat jaar werd hij ook Frans kampioen op de 10.000 m. In 2000 werd hij Frans kampioen op de marathon.
Op de wereldkampioenschappen in 2001 in Edmonton behaalde Zwierzchiewski een dertiende plaats. In 2002 won hij de marathon van Parijs in 2:18.18 en in 2003 werd hij op dezelfde wedstrijd tweede en evenaarde met een tijd van 2:06.36 het Europees record van António Pinto. In 2004 werd hij zesde op de marathon van Londen in een tijd van 2:09.35.

## Titels
- Frans kampioen 10.000 m - 1995
- Frans kampioen 10 km - 1996, 1998
- Frans kampioen marathon - 2000, 2009, 2011
- Europees juniorenkampioen 5000 m - 1995
- Europees juniorenkampioen 10.000 m - 1995

## Persoonlijke records
Baan
| Onderdeel | Prestatie | Datum        | Plaats |
| --------- | --------- | ------------ | ------ |
| 5000 m    | 13.35,73  | 1998         |        |
| 10.000 m  | 28.30,80  | 26 juni 1995 |        |

Weg
| Onderdeel      | Prestatie           | Datum        | Plaats |
| -------------- | ------------------- | ------------ | ------ |
| halve marathon | 1:03.05             | 6 april 2003 | Parijs |
| 30 km          | 1:29.45             | 6 april 2003 | Parijs |
| marathon       | 2:06.36 (ex-AR)(NR) | 6 april 2003 | Parijs |

## Palmares

### 5000 m
- 1997:  Nivelles International Meeting - 13.56,09

### 10.000 m
- 1995:  La Celle - 28.30,80

### 5 km
- 1996:  Juan In a Million in Las Vegas - 13.28
- 1998:  Run for the Zoo in Albuquerque - 14.23

### 10 km
- 1996:  Franse kamp. in Arras - 28.45
- 1998:  Run for the Zoo in Albuquerque - 30.39
- 1998:  Franse kamp. in Brive - 28.33
- 1999:  Nice - 29.15
- 2000:  Toulouse - 28.42
- 2001: 7e Corrida van Houilles - 29.13
- 2002:  Prom Classic in Nice - 28.49
- 2002:  Reims - 29.34
- 2003:  Prom Classic in Nice - 29.25
- 2003:  Leucate - 29.31
- 2004:  Prom Classic in Nice - 29.15
- 2004: 6e Franse kamp. in Tours - 29.39
- 2005: 4e Hyeres - 31.11
- 2005:  Parijs - 30.43
- 2006: 4e Avignon - 30.33
- 2006: 4e Corrida de Noël in Issy les Moulineaux - 29.47
- 2007: 4e Prom Classic de Nice - 28.50
- 2007:  Magny le Hongre - 29.22
- 2007:  Leucate - 28.25
- 2007:  Saint Etienne - 31.34
- 2007:  La Crau - 30.12
- 2009: 4e Cannes - 29.38
- 2009: 5e Magny le Hongre - 29.19
- 2009: 4e La Provence in Marseille - 29.33

### 20 km
- 2000:  Maroilles - 1:01.02
- 2002: 6e Marseille-Cassis (20,3 km) - 1:03.29

### halve marathon
- 1997:  halve marathon van Las Vegas - 59.53
- 1997:  halve marathon van Lille (Rijsel)  - 1:01.41
- 2001:  halve marathon van Mamers - 1:04.46
- 2007:  halve marathon van Cannes - 1:04.49

### marathon
- 1998:  marathon van Reims - 2:10.51
- 2000: 9e marathon van Parijs - 2:12.29
- 2000:  Franse kamp. in Reims - 2:10.47
- 2001: 13e WK in Edmonton - 2:18.29
- 2002:  marathon van Parijs - 2:08.18
- 2002: 14e EK in München - 2.16.00
- 2003:  marathon van Parijs - 2:06.36
- 2004: 6e marathon van Londen - 2:09.35
- 2006: DNF EK in Göteborg
- 2009:  Franse kamp. in Marseille - 2:25.57
- 2011:  Franse kamp. in Marseille - 2:19.39

### veldlopen
- 1995: 13e EK in Alnwick - 27.19